# آرثر إف أندروز
آرثر إف أندروز مواليد 8 فبراير 1881 في الولايات المتحدة، كان دراج كندي. سبق أن شارك في دورة الألعاب الأولمبية الصيفية وفاز بميدالية أولمبية.

## الميداليات
| الميدالية | المسابقة                       |
| --------- | ------------------------------ |
| برونزية   | الألعاب الأولمبية الصيفية 1908 |